# Quận Johnston, North Carolina
Quận Johnston là một là một quận trong bang Bắc Carolina, Hoa Kỳ. Dân số thời điểm ngày 1 tháng 7 năm 2008 là 163.428 người (tăng 34% từ năm 2000) là quận có 10.000 dân trở lên với tốc độ tăng dân số nhanh thứ 77 ở Hoa Kỳ. Quận lỵ đóng ở Smithfield6.
Quận được lập ngày in 1746 từ Quận Craven. Quận được đặt tên theo Gabriel Johnston, thống đốc Bắc Carolina từ năm 1734 đến 1752.

## Địa lý
Theo Cục điều tra dân số Hoa Kỳ, quận có tổng diện tích 796 dặm Anh vuông (2.061 km²), trong đó, 792 dặm Anh vuông (2.051 km²) là diện tích đất và 4 dặm Anh vuông (10 km²) trong tổng diện tích (0,50%) là diện tích mặt nước.

## Thông tin nhân khẩu
Theo cuộc điều tra dân số2 tiến hành năm 2000, quận này có dân số 121.965 người, 46.595 hộ, và 33.688 gia đình sinh sống trong quận này. Mật độ dân số là 154 người trên mỗi dặm Anh vuông (59/km²). Có 50,196 đơn vị nhà ở với một mật độ bình quân là 63 trên mỗi dặm Anh vuông (24/km²). Cơ cấu chủng tộc của dân cư sinh sống tại quận này gồm 78,09% người da trắng, 15,65% người da đen hoặc người Mỹ gốc Phi, 0,41% người thổ dân châu Mỹ, 0,30% người gốc châu Á, 0,04% người các đảo Thái Bình Dương, 4,53% từ các chủng tộc khác, và 0,99% từ hai hay nhiều chủng tộc.  7,74% dân số là người Hispanic hoặc người Latin thuộc bất cứ chủng tộc nào.
Có 46,595 hộ trong đó có 35,40% có con cái dưới tuổi 18 sống chung với họ, 57,80% là những cặp kết hôn sinh sống với nhau, 10,60% có một chủ hộ là nữ không có chồng sống cùng, và 27,70% là không gia đình. 23,10% trong tất cả các hộ gồm các cá nhân và 8,60% có người sinh sống một mình và có độ tuổi 65 tuổi hay già hơn. Quy mô trung bình của hộ là 2,58 còn quy mô trung bình của gia đình là 3,02,
Phân bố độ tuổi của cư dân sinh sống trong huyện là 26,10% dưới độ tuổi 18, 8,10% từ 18 đến 24, 34,20% từ 25 đến 44, 21,70% từ 45 đến 64, và 9,80% người có độ tuổi 65 tuổi hay già hơn. Độ tuổi trung bình là 34 tuổi. Cứ mỗi 100 nữ giới thì có 98,70 nam giới. Cứ mỗi 100 nữ giới có độ tuổi 18 và lớn hơn thì, có 96,30 nam giới.
Thu nhập bình quân của một hộ ở quận này là $40.872, và thu nhập bình quân của một gia đình ở quận này là $48.599, Nam giới có thu nhập bình quân $33.008 so với mức thu nhập $25.582 đối với nữ giới. Thu nhập bình quân đầu người của quận là $18.788, About 8,90% gia đình và 12,80% dân số sống dưới ngưỡng nghèo, bao gồm 16,00% những người có độ tuổi 18 và 19,40% là những người 65 tuổi hoặc già hơn.

## Khu dân cư

### Các thành phố và thị xã
- Benson
- Clayton
- Four Oaks
- Kenly
- Micro
- Pine Level
- Princeton
- Selma
- Smithfield
- West Smithfield
- Wilson's Mills

### Các thị trấn
Quận được chia thành 17 thị trấn: Banner, Bentonville, Beulah, Boon Hill, Clayton, Cleveland, Elevation, Ingrams, Meadow, Micro, O'Neals, Pine Level, Pleasant Grove, Selma, Smithfield, Wilders, và Wilson Mills.

### Các cộng đồng không hợp nhất
- Archer Lodge
- Cleveland
- Emit
- Flowers
- Hocutts Crossroads
- Jordan
- McGee Crossroads
- Peacocks Crossroads
- Powhatan
- Stancils Chapel[2]